# Colonia Veracruz
Colonia Veracruz  es una localidad de México, localizada en el municipio de Mixquiahuala de Juárez en el estado de Hidalgo.

## Geografía
Se encuentra en la región geográfica del Valle del Mezquital; a la localidad le corresponden las coordenadas geográficas 20° 15’ 25.607” de latitud norte y 99° 08’ 35.567” de longitud oeste, con una altitud de 1985 m s. n. m. Cuenta con un clima semiseco templado.
En cuanto a fisiografía se encuentra en la provincia de la Eje Neovolcánico, dentro de la subprovincia de Sierras y Llanuras de Querétaro e Hidalgo; su terreno es de llanura. En lo que respecta a la hidrología se encuentra posicionado en la región del Pánuco, dentro de la cuenca el río Moctezuma, y en la subcuenca del río Tula.

## Demografía
En 2020 registró una población de 2272 personas, lo que corresponde al 4.81 % de la población municipal. De los cuales 1125 son hombres y 1147 son mujeres.
| Gráfica de evolución demográfica de Colonia Veracruz entre 1910 y 2020 |
|                                                                        |
| Población registrada por los censos y conteos del INEGI.               |